# Date Munemoto
Date Munemoto est un nom japonais traditionnel ; le nom de famille (ou le nom d'école), Date, précède donc le prénom (ou le nom d'artiste).
Date Munemoto, 1er comte Date (伊達 宗基) (24 août 1866 - 27 janvier 1917) est un daimyo né à la fin de l'époque d'Edo, devenu pair au cours de l'ère Meiji. Il est le dernier dirigeant du domaine de Sendai.
Quatrième fils de Date Yoshikuni, Munemoto devient le chef de la famille en 1868, à la suite de la défaite de l'Ōuetsu Reppan Dōmei lors de la guerre de Boshin. Munemoto devient ainsi daimyo du domaine de Sendai, qui a perdu plus de la moitié de ses biens fonciers (réduit de 620 000 à 280 000 koku). Il demeure daimyo de Sendai jusqu'en 1869, quand il est nommé gouverneur impérial. En 1870, il cède cette position à son frère adoptif Date Muneatsu, mais conserve la direction de la famille.
En 1884, Munemoto est fait comte au sein du nouveau système nobiliaire.

## Source de la traduction
- (en) Cet article est partiellement ou en totalité issu de l’article de Wikipédia en anglais intitulé « Date Munemoto » (voir la liste des auteurs).